# پیام مشرق
پیام مشرق (اردو: پیامِ مشرق) نام یکی از کتاب‌های شعر و فلسفی اقبال لاهوری شاعر اهل شبه‌قاره هند است. این کتاب به زبان فارسی و پاسخی به دیوان غربی–شرقی نویسنده آلمانی، گوته است. نخستین چاپ پیام مشرق به سال ۱۹۲۳ بازمی‌گردد.